# Pareiorhaphis garbei
Pareiorhaphis garbei är en fiskart som först beskrevs av Ihering, 1911.  Pareiorhaphis garbei ingår i släktet Pareiorhaphis och familjen Loricariidae. Inga underarter finns listade i Catalogue of Life.